# The Woman in the Window (1944)
The Woman in the Window is een Amerikaanse film noir uit 1944 onder regie van Fritz Lang. De film is gebaseerd op de roman Once Off Guard (1942) van de Amerikaanse auteur J.H. Wallis.

## Verhaal
Misdaadpsycholoog Richard Wanley raakt onder de indruk van het portret van een vrouw in een galerie op Fifth Avenue. Niet lang daarna maakt hij kennis met de vrouw. Ze nodigt hem uit in haar appartement. Dan duikt echter ook de jaloerse minnaar op van de vrouw. Wanley moet hem vermoorden uit zelfverdediging.

## Rolverdeling
| Acteur             | Personage                |
| ------------------ | ------------------------ |
| Edward G. Robinson | Professor Richard Wanley |
| Joan Bennett       | Alice Reed               |
| Raymond Massey     | Frank Lalor              |
| Edmund Breon       | Dr. Michael Barkstane    |
| Dan Duryea         | Heidt                    |
| Thomas E. Jackson  | Inspecteur Jackson       |